# Misslag (recht)
Een misslag is juridische term voor een fout die voor eenieder op het eerste gezicht als zodanig herkenbaar is. 
In een geschil waarin een misslag het enige feit is dat tot een juridisch gevolg leidt, kan het signaleren van een 'kennelijke misslag' reden zijn dat de rechter dit gevolg niet aan een feit verbindt. Voorwaarden hiervoor zijn doorgaans:
- dat de fout onbewust is begaan;
- dat beide partijen de fout op het eerste gezicht konden herkennen;
- dat de misslag geen onherstelbare gevolgen heeft veroorzaakt. Andere partijen mogen door het herstellen van de misslag niet slechter af zijn, dan wanneer de misslag niet begaan zou zijn.